# José Galiana Tarancón
José Galiana Tarancón   (Torrevella, 5 de març de 1802 - valor desconegut) fou un comerciant i polític espanyol, i el primer alcalde de Torrevella.

## Biografia
José Eusebio Emigdio Galiana Tarancón era fill de José Galiana Pastor, ferrer, i de Josefa Tarancón Amorós. El tercer nom que se li va imposar probablement va ser conseqüència de la pretensió de col·locar-ho sota la protecció del sant patró dels terratrèmols, ja que la zona és sísmicamente activa. Va ser el tercer d'un total de nou fills.
Es casà amb Gregoria Albaladejo García l'any 1824. Van tenir deu fills, entre ells l'escriptora Adela Galiana.
La primera referència pública que existeix, abans de ser alcalde, és en el padró per al compliment parroquial de l'església de Torrevella de l'any 1829, uns dies abans del terratrèmol que va assolar Torrevella i la Vega Baixa del Segura.
Desapareix de la vida pública en 1852, en acabar el seu segon mandat com a alcalde. Apareix en el padró d'habitants de 1856, però després desapareix el seu rastre.

## Vida política
L'Ajuntament de Torrevella es va constituir el 12 de juliol de 1830, del que José Galiana va ser el seu primer alcalde. Amb anterioritat, durant el trienni liberal, va haver ajuntament a Torrevella. En restablir-se l'absolutisme en 1823, el rei Ferran VII va derogar les lleis promulgades en aquest període, per la qual cosa va desaparéixer aquest Ajuntament. En 1830 es va aprovar definitivament, havent de cedir la Direcció i administració de les Reials Salines les funcions judicials i municipals a la nova Corporació.

### Primer període
Va ser triat alcalde el 2 de juliol de 1830 i va romandre en el càrrec fins a l'11 de desembre d'aquest mateix any. Una acusació de frau, després de la qual probablement s'oculta l'oposició manifesta entre l'alcalde i l'administrador de les Salines, conseqüència de la lluita per deslligar l'Ajuntament de l'Administració de les Salines, i que acaba amb l'Alcalde i diversos regidors presos a Cartagena i altres fugits. Es desconeix el temps que va estar a la presó, encara que apareix en una carta a l'Ajuntament en 1834 on expressa el seu "ànim de dedicar-me a la Carrera mercantil al detall" que fa suposar que estava ja lliure.

#### Assoliments
Durant aquest curt espai de temps mostra el jove alcalde "preocupació per qüestions bàsiques, tals com el proveïment de queviures, la sanitat, la comptabilització dels veïns existents en la localitat i la construcció d'una seu per a les sessions de l'Ajuntament i d'un temple per a la localitat".

### Segon període
El 20 de febrer de 1844 va accedir al seu segon mandat, en el qual va romandre fins al 8 de maig de 1850, en què va ser destituït temporalment a conseqüència d'unes acusacions de "abusos i excessos". A principis de juliol d'aquest any, José Galiana recorre la decisió del governador d'Alacant, D. Ramón de Campoamor i aquest el restitueix en el seu càrrec el 5 de juliol. Posseirà el càrrec fins al 31 de desembre de 1851.

#### Assoliments
Durant aquest període, a més d'atendre a les preocupacions bàsiques de la població, es va interessar a atorgar títols de domini als presumptes titulars de parcel·les i solars, a reordenar urbanísticament el poble de Torrevella, en la realització de noves alineacions de vies públiques... i, sobretot en la culminació de les obres de l'església parroquial, on es van reutilitzar els materials provinents de la demolició de l'antiga Torre Vigía (Torre vella).